# Heinrich Ernemann

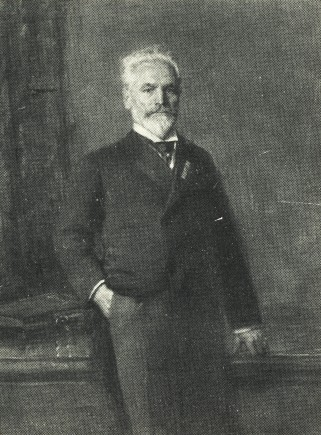
Robert Sterl: Bildnis Heinrich Ernemann (1919), Original verschollen

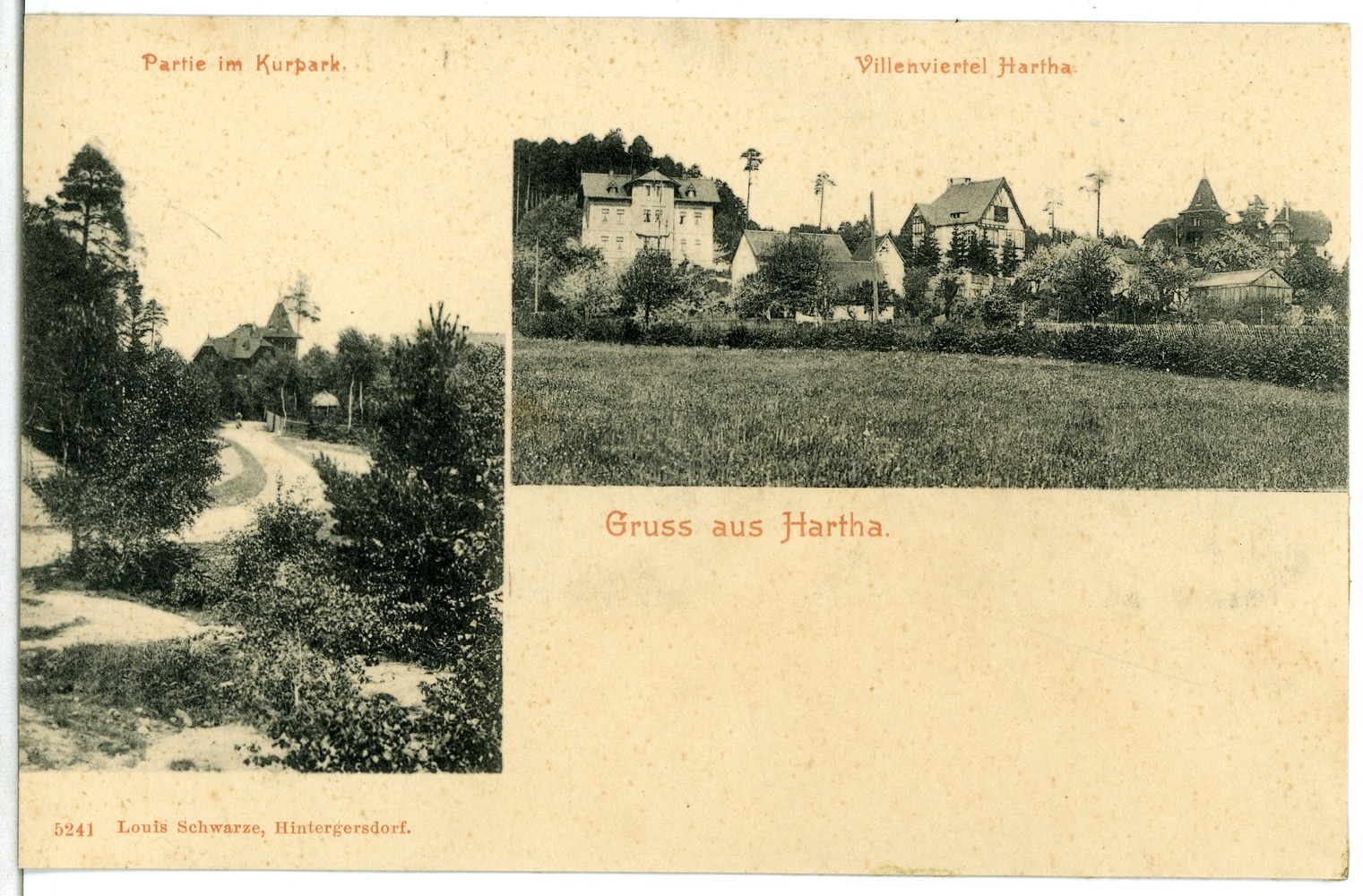
Ermemanns Sommer-Villa Heinrichs Eck auf den Fotos Partie im Kurpark und Villenviertel Hartha, 1904

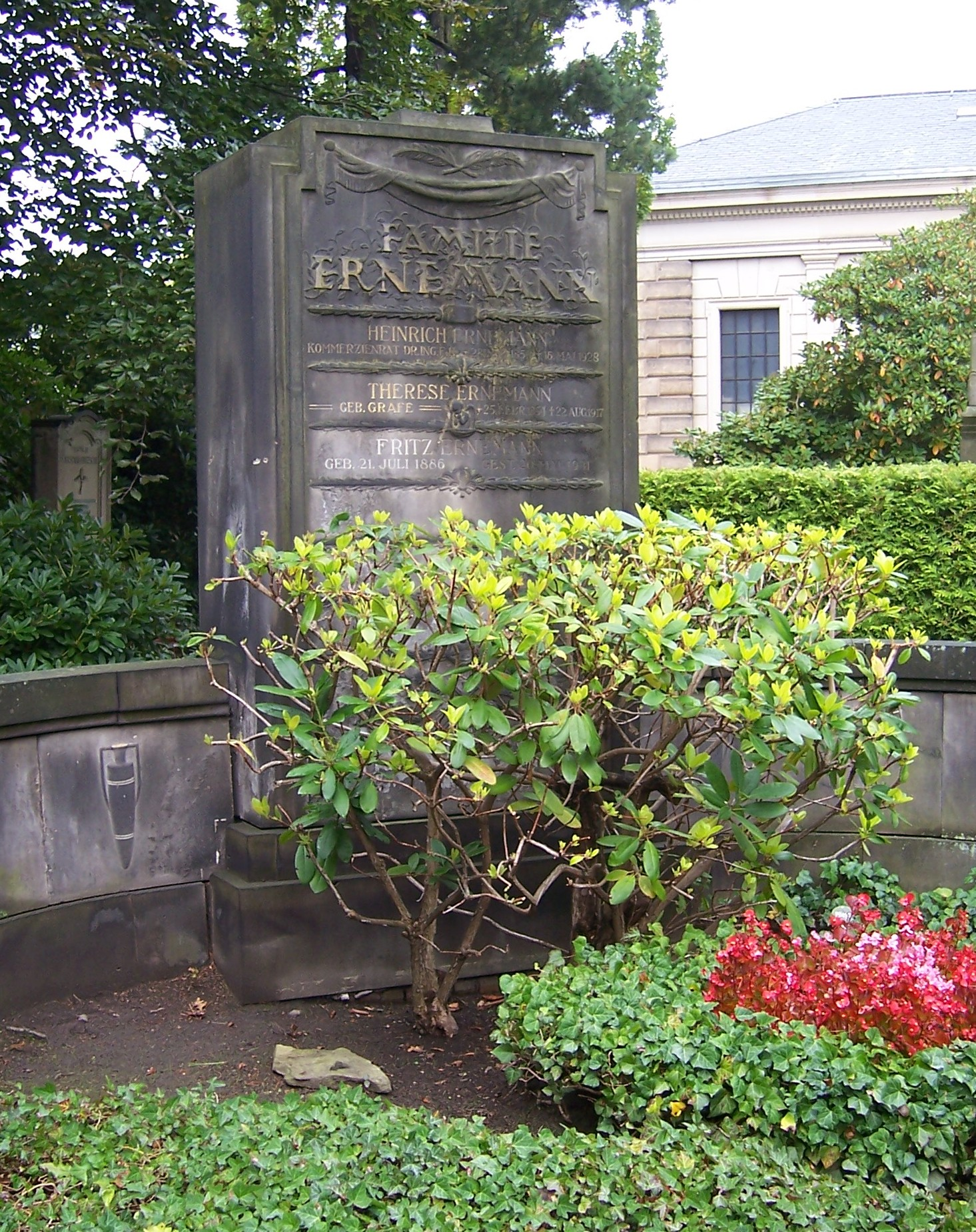
Grab Heinrich Ernemanns auf dem Johannisfriedhof in Dresden-Tolkewitz

Heinrich Ernemann (* 28. Mai 1850 in Gernrode (Eichsfeld); † 16. Mai 1928 in Kurort Hartha-Hintergersdorf; vollständiger Name: Johann Heinrich Ernemann) war ein deutscher Unternehmer und Erfinder in der Foto- und Kinogeräteindustrie sowie Gründer der Ernemann-Werke AG.

## Leben
Heinrich Ernemann kam 1876 nach Dresden, um dort ein Kurzwarengeschäft zu übernehmen. Dieses wurde 1889 wieder verkauft, Ernemann wurde mit dem Erlös Teilhaber der Kameratischlerei von Wilhelm Franz Matthias an der Pirnaer Straße. Er etablierte sich in der noch jungen Fotoindustrie und vergrößerte in vorausschauender Weise das Unternehmen zu einem der bedeutendsten Foto- und kinotechnischen Betriebe des Deutschen Reichs.
Sein Sohn Alexander (1878–1956) trat 1904 in das Unternehmen ein. 1910 erhielt Ernemann das Ritterkreuz 1. Klasse des königlich sächsischen Albrechtsordens. Sein Ansehen und Einfluss wuchsen weiter, sodass er 1913 zum königlich sächsischen Kommerzienrat ernannt wurde. Ernemann setzte sich intensiv für die Schaffung eines Lehrstuhls für Photographie an der Technischen Hochschule Dresden ein. Später wurden er und Sohn Alexander Gründungsmitglieder der Gesellschaft der Förderer und Freunde der Technischen Hochschule Dresden e. V. Die Verleihung der Ehrendoktorwürde (als Dr.-Ing. E. h.) der Technischen Hochschule Dresden am 24. Juli 1924 war die Würdigung seines Lebenswerks. 
1926 fusionierte die Ernemann-Werke AG mit Carl Zeiss, der Optischen Anstalt C. P. Goerz, der Internationalen Camera Actiengesellschaft (ICA) und der Contessa-Nettel zur Zeiss-Ikon AG. Die Geschichte des Dresdner Familienunternehmens ging damit nach 37 Jahren zu Ende. Heinrich Ernemann gehörte dem Aufsichtsrat des neuen Unternehmens an.
Ernemann starb 1928 in seiner 1900 errichteten Sommervilla Heinrichs Eck (heute: Am Hartheberg 21) im Kurort Hartha. Sein Grab befindet sich auf dem Johannisfriedhof in Dresden-Tolkewitz. 
Die 1891 von der Familie Ernemann bezogene Villa Justinenstraße 8 in Dresden-Blasewitz fiel am 13. Februar 1945 dem Luftangriff zum Opfer, die Ruine wurde in der Nachkriegszeit abgerissen. An ihrer Stelle steht heute ein Wohnblock. Ernemanns Tochter war die Mutter des AEG-Managers Hans Heyne.

## Ehrung
Die Ernemannzeile in Berlin-Staaken wurde 1965 zu seinen Ehren benannt.